# Turridae
De Turridae of trapgevels is een slakkenfamilie. Turriculidae Blainville, 1824 is een oudere naam, die echter vanwege onduidelijkheid met betrekking tot het basisgenus niet wordt gebruikt.
Deze familie werd algemeen gezien als de grootste slakkenfamilie op aarde met wereldwijd meer dan 4000 soorten Turridae. De Franse malacoloog Philippe Bouchet noemde in 1990 679 beschreven genera en schatte het aantal beschreven nog recent voorkomende en fossiele soorten op meer dan 10000. De moderne indeling gaat echter uit van nog maar 14 geslachten.

## Beschrijving
De horen is van middelgroot to groot (gewoonlijk 20 tot 30 mm, maar het kan oplopen tot 110 mm hoog) en is spoelvormig, meestal met een hoge spits en een lang (zelden kort en afgebroken) sifokanaal. De axiale sculptuur kan zwak of afwezig zijn. De anale sinus zit op de laatste ommegang.
De protoconch bestaat uit tot zes windingen. De eerste protoconchwinding is glad, de tweede protoconch heeft gebogen axiale ribben. Het operculum is volledig ontwikkeld met een terminale nucleus.
De radulaformule is meestal 1 - (1: R: 1) -1.
Alle soorten hebben een gifklier en vaak een toxoglosse radula, vergelijkbaar met het gifapparaat van de Conidae. Andere groepen hebben een niet-toxoglosse (meer of minder rhachiglosse) radula. Het gif wordt op verschillende manieren gebruikt. Bij de toxoglosse soorten door injectie met de "giftand", om de prooi reeds voor het verteren te verlammen of te doden, bij de rhachiglosse soorten pas wanneer de prooi zich reeds in het voorste deel van de darm bevindt.

## Taxonomie

### Moderne indeling
De huidige indeling is gebaseerd op die van Bouchet & Rocroi uit 2005 en eventuele wijzigingen daarop. Het aantal geslachten in de familie n.a.v. met name de laatstgenoemde referte aanzienlijk teruggebracht door indeling in andere families.
De familie kent de volgende geslachten:
- Coronia de Gregorio, 1890 †
- Coroniopsis MacNeil, 1984 †
- Cryptogemma Dall, 1918
- Decollidrillia Habe & Ito, 1965
- Eopleurotoma Cossmann, 1889 †
- Epalxis Cossmann, 1889 †
- Epidirella Iredale, 1931
- Gemmula Weinkauff, 1875
- Gemmuloborsonia Shuto, 1989
- Gemmulopsis Tracey & Craig, 2019 †
- Ingaunoturricula M. P. Bernasconi & Robba, 1984 †
- Iotyrris Medinskaya & Sysoev, 2001
- Kuroshioturris Shuto, 1961
- Lophiotoma T. L. Casey, 1904
- Lucerapex Wenz, 1943
- Oxyacrum Cossmann, 1889 †
- Pleuroliria de Gregorio, 1890 †
- Polystira Woodring, 1928
- Ptychosyrinx Thiele, 1925
- Turridrupa Hedley, 1922
- Turris Batsch, 1789
- Unedogemmula MacNeil, 1961
- Xenuroturris Iredale, 1929

### Synoniemen
- Annulaturris Powell, 1966 => Turris (Annulaturris) Powell, 1966 => Turris Batsch, 1789
- Austrogemmula Laseron, 1954 => Epidirella Iredale, 1931
- Bathybermudia F. Haas, 1949 => Cryptogemma Dall, 1918
- Clamturris Iredale, 1931 => Xenuroturris Iredale, 1929
- Eugemmula Iredale, 1931 => Gemmula Weinkauff, 1875
- Euryentmena => Euryentmema Woodring, 1928
- Lophioturris Powell, 1964 => Unedogemmula MacNeil, 1961
- Oxytropa Glibert, 1955 => Polystira Woodring, 1928
- Pinguigemmula MacNeil, 1961 => Cryptogemma Dall, 1918
- Pleurotoma Lamarck, 1799 => Turris Batsch, 1789
- Strictispirinae McLean, 1971 => Strictispiridae McLean, 1971 => Pseudomelatomidae J. P. E. Morrison, 1966

### Klassieke indeling
De Turridae werden ingedeeld in diverse onderfamilies, met gezamenlijk vele honderden aparte genera en vele duizenden soorten. Over de taxonomische indeling van de families en subfamilies was geen algemene overeenstemming. In 1966 deelde de Nieuw-Zeelandse malacoloog A.W.B. Powell de familie in op basis van algemene schelpkenmerken. Ze werd door J.H. McLean in 1971 herzien, rekening houdend met algemene radulakenmerken. Veel auteurs neigen ernaar bij de classificering van deze familie geen subfamilies te hanteren.
Subfamilies:
- Turrinae Swainson, 1840 (Turris, Austroturris, Epidirona, Fusiturris, Gemmula, Lophiotoma, Polystira, e.a.)
- Borsoniinae Bellardi, 1888 (Borsonia, Bathytoma, Borsonella, Taranis, Tropidoturris, e.a.)
- Clathurellinae H. & A. Adams, 1858 (Clathurella, Crockerella, Etrema, Eucithara, Lienardia, e.a.)
- Clavatulinae J.E. Gray, 1853 (Clavatula, Benthoclionella, Clionella, Perrona, Pusionella, e.a.)
- Conorbinae De Gregorio, 1890 (Conorbis, Benthofascis, Genota, e.a.)
- Crassispirinae Morisson, 1966 (Crassispira, Doxospira, Maesiella, e.a.)
- Daphnellinae Deshayes, 1863 (Daphnella, Abyssobela, Comarmondia, Gymnobella, Kermia, Lusitanops, Philbertia, Pleurotomella, Raphitoma, Teretia, Xanthodaphne, e.a.)
- Drilliinae Olsson, 1964 (Drillia, Austrodrillia, Bellaspira, Brachytoma, Calliclava, Crassopleura, Drilliola, Haedropleura, Microdrillia, Spirotropsis, e.a.)
- Mangeliinae P. Fischer, 1884 (Mangelia, Agathotoma, Bela, Bellacythara, Benthomangelia, Clathromangelia, Corinnaeturris, Fehria, Mangiliella, Oenopota, Typhlomangelia, e.a.)
- Mitromorphinae Casey, 1904 (Mitromorpha, Mitrolumna)
- Pseudomelatominae Morrison, 1966 (Pseudomelatoma, Hormospira, e.a.)
- Strictispirinae McLean, 1971 (Strictispira, Cleospira)
- Thatcherinae Powell, 1942 (Thatcheria)
- Turriculinae Blainville, 1824 (Turriculla, Cochlespira, Comitas, Knefastia, Leucosyrinx, Micropleurotoma, Pyrgospira, Vexitomina, e.a.)
- Zonulispirinae McLean, 1971 (Zonulispira, Pilsbryspira, Ptychobella)